# بروس فلاورز
بروس فلاورز (بالإنجليزية: Bruce Flowers)‏ مواليد 13 يونيو 1957 في روتشستر، هو لاعب كرة سلة أمريكي معتزل. بدأ مسيرته الاحترافية في سنة 1979. تم اختياره من قبل فريق كليفلاند كافالييرز خلال الدرافت. حمل الرقم 23. يبلغ طوله 6 قدم 8 بوصة (2.0 م). اعتزل اللعب في 1987.

## المسيرة الاحترافية
لعب مع بالاكانسترو كانتو في الدوري الإيطالي من سنة 1979 إلى 1982، ثم لعب مع كليفلاند كافالييرز في موسم 1982–1983، ثم لعب مع فيرتوس روما في الدوري الإيطالي من سنة 1984 إلى 1986.

## روابط خارجية
- بروس فلاورز على موقع إن بي أي (الإنجليزية)
- بروس فلاورز على موقع سبورتس رفرنس (الإنجليزية)
- بروس فلاورز على موقع كلية كرة السلة في سبورتس رفرنس.كوم (الإنجليزية)
- بروس فلاورز على موقع ريلجم (الإنجليزية)
- بروس فلاورز على موقع بروبوليرز (الإنجليزية)